# Ficinia acuminata
Ficinia acuminata là loài thực vật có hoa trong họ Cói. Loài này được (Nees) Nees mô tả khoa học đầu tiên năm 1834.